# Veyrines-de-Vergt
Veyrines-de-Vergt là một xã, nằm ở tỉnh Dordogne vùng Aquitaine của Pháp. Xã này có diện tích 11,91 kilômét vuông, dân số năm 2004 là 201 người. Xã nằm ở khu vực có độ cao trung bình 190 m trên mực nước biển.

## Hành chính
| Danh sách các xã trưởng                |            |                     |                  |          |
| Giai đoạn                              | Giai đoạn  | Tên                 | Đảng             | Tư cách  |
| 1983                                   | đương chức | Jean-Paul Montoriol | không chính thức | nông dân |
| Tất cả các dữ liệu trước đây không rõ. |            |                     |                  |          |

## Thông tin nhân khẩu
| Năm    | 1962 | 1968 | 1975 | 1982 | 1990 | 1999 | 2004 |
| ------ | ---- | ---- | ---- | ---- | ---- | ---- | ---- |
| Dân số | 228  | 213  | 175  | 185  | 192  | 176  | 201  |